# 全日本学校関係緑化コンクール
全日本学校関係緑化コンクールとは、公益社団法人国土緑化推進機構が、次世代を担う青少年の緑化思想の高揚することなどを目的として行う学校関係緑化コンクールである。
コンクールは、小学校、中学校、高等学校が対象で、学校と共に、学校関係緑化に特に功績のあった団体または個人に対しても表彰する。
前身は、1950年度より、全国の学校林を中心に行われていた全日本学校植林コンクールである。

## 表彰校
- 平成25年度
  - 特選（農林水産大臣賞・日本放送協会会長賞）　鹿児島県出水市立大川内小学校
  - 特選（農林水産大臣賞）　新潟県十日町市立水沢中学校

## 参照
- 国土緑化推進機構